# НХЛ у сезоні 1943—1944
НХЛ у сезоні 1943/1944 — 27-й регулярний чемпіонат НХЛ. Сезон стартував 30 жовтня 1943. Закінчився фінальним матчем Кубка Стенлі 13 квітня 1944 між Монреаль Канадієнс та Чикаго Блек Гокс перемогою «канадців» 5:4 в матчі та 4:0 в серії. Це п'ята перемога в Кубку Стенлі Монреаля.

## Підсумкова турнірна таблиця
| # | Команда            | І  | В  | П  | Н | ШЗ  | ШП  | Очки |
| - | ------------------ | -- | -- | -- | - | --- | --- | ---- |
| 1 | Монреаль Канадієнс | 50 | 38 | 5  | 7 | 234 | 109 | 83   |
| 2 | Детройт Ред-Вінгс  | 50 | 26 | 18 | 6 | 214 | 177 | 58   |
| 3 | Торонто Мейпл-Ліфс | 50 | 23 | 23 | 4 | 214 | 174 | 50   |
| 4 | Чикаго Блек Гокс   | 50 | 22 | 23 | 5 | 178 | 187 | 49   |
| 5 | Бостон Брюїнс      | 50 | 19 | 26 | 5 | 223 | 268 | 43   |
| 6 | Нью-Йорк Рейнджерс | 50 | 6  | 39 | 5 | 162 | 310 | 17   |

## Найкращі бомбардири
| Гравець      | Команда            | І  | Г  | П  | О  | ШХ |
| ------------ | ------------------ | -- | -- | -- | -- | -- |
| Герб Кейн    | Бостон Брюїнс      | 48 | 36 | 46 | 82 | 4  |
| Даг Бентлі   | Чикаго Блек Гокс   | 50 | 38 | 39 | 77 | 22 |
| Лорн Карр    | Торонто Мейпл-Ліфс | 50 | 36 | 38 | 74 | 9  |
| Карл Ліскомб | Детройт Ред-Вінгс  | 50 | 36 | 37 | 73 | 17 |
| Елмер Лак    | Монреаль Канадієнс | 48 | 24 | 48 | 72 | 23 |

## Плей-оф

### Півфінали
| - 21 березня. Торонто - Монреаль 3:1 - 23 березня. Торонто - Монреаль 1:5 - 25 березня. Монреаль - Торонто 2:1 - 28 березня. Монреаль - Торонто 4:1 - 30 березня. Торонто - Монреаль 0:11 Серія: Торонто - Монреаль 1-4 | - 21 березня. Чикаго - Детройт 2:1 - 23 березня. Чикаго - Детройт 1:4 - 26 березня. Детройт - Чикаго 0:2 - 28 березня. Детройт - Чикаго 1:7 - 30 березня. Чикаго - Детройт 5:2 Серія: Чикаго - Детройт 4-1 |

### Фінал
- 4 квітня. Чикаго - Монреаль 1:5
- 6 квітня. Монреаль - Чикаго 3:1
- 9 квітня. Монреаль - Чикаго 3:2
- 13 квітня. Чикаго - Монреаль 4:5 ОТ

Серія: Монреаль - Чикаго 4-0
Найкращий бомбардир плей-оф
| Гравець          | Клуб     | І | Г | П  | О  |
| ---------------- | -------- | - | - | -- | -- |
| Тоу Гектор Блейк | Монреаль | 9 | 7 | 11 | 18 |

## Призи та нагороди сезону
| Нагороди                 | Гравець     | Команда            |
| ------------------------ | ----------- | ------------------ |
| Пам'ятний трофей Колдера | Гас Боднар  | Торонто Мейпл-Ліфс |
| Пам'ятний трофей Гарта   | Бейб Пратт  | Торонто Мейпл-Ліфс |
| Приз Леді Бінг           | Клінт Сміт  | Чикаго Блек Гокс   |
| Трофей Везини            | Білл Дернан | Монреаль Канадієнс |

| Нагорода               | Клуб               |
| ---------------------- | ------------------ |
| Приз принца Уельського | Монреаль Канадієнс |
| Приз О'Брайна          | Чикаго Блек Гокс   |
| Кубок Стенлі           | Монреаль Канадієнс |

## Команда всіх зірок
| Перша команда                   | Позиція              | Друга команда                   |
| ------------------------------- | -------------------- | ------------------------------- |
| Білл Дернан, Монреаль Канадієнс | Воротар              | Пол Бібо, Торонто Мейпл-Ліфс    |
| Ерл Зайберт, Чикаго Блек Гокс   | Захисник             | Еміль Бушар, Монреаль Канадієнс |
| Бейб Пратт, Торонто Мейпл-Ліфс  | Захисник             | Діт Клеппер, Бостон Брюїнс      |
| Білл Коулі, Бостон Брюїнс       | Центральний нападник | Елмер Лак, Монреаль Канадієнс   |
| Лорн Карр, Торонто Мейпл-Ліфс   | Правий нападник      | Моріс Рішар, Монреаль Канадієнс |
| Даг Бентлі, Чикаго Блек Гокс    | Лівий нападник       | Герб Кейн, Бостон Брюїнс        |
| Дік Ірвін, Монреаль Канадієнс   | Тренер               | Геп Дей, Торонто Мейпл-Ліфс     |